# Delphine Aboulker
Delphine Aboulker (née le 23 juin 1975) est une architecte, docteure en sociologie de l’art, entrepreneure et peintre française. Elle s’attache à la patrimonialisation et à la valorisation de l’architecture et cofonde à ce titre l’agence Architecture de Collection, et l’agence Architrip. Elle est aussi la créatrice du prix d’architecture Archinovo. En 2018, elle est nommée conseillère chargée du patrimoine et de l'architecture au cabinet de Franck Riester, ministre de la Culture. Elle est actuellement directrice adjointe de l'École de Chaillot chargée des développements et des partenariats.
En 2022, elle est nommée parmi les 100 Femmes de la Culture. Elle est l'autrice du livre Maisons rêvées, 40 maisons d'architectes made in France aux paru aux Editions Alternatives du groupe Gallimard en 2022,,.

## Biographie

### Formation
Delphine Aboulker est architecte DPLG diplômée en 2000 de l'École nationale supérieure d'architecture de Paris-La Villette sous la direction de Bruno Gaudin et Bruno Fortier, sur les grands ensembles de Pantin, Bobigny et Aubervilliers. Elle obtient ensuite un DEA en 2002 à l’université Paris 1 Panthéon-Sorbonne sur les communautés de maisons d’architecte sur la côte Est des États-Unis, notamment New Canaan et Usonia, sous la direction de Gérard Monnier, et avec Antoine Picon, et Fabienne Chevallier.
De retour à Paris, elle poursuit par une thèse en sociologie de l’art à l’École des hautes études en sciences sociales  (EHESS) qu’elle soutient en 2007 sous la direction de Pierre-Michel Menger, et avec Jean-Louis Cohen, Gérard Monnier, Jean-Louis Fabiani, et Bernard Vorms sur la patrimonialisation de l’architecture du XXe siècle et plus particulièrement le cas des maisons d’architectes en France, aux États-Unis et au Royaume-Uni.

## Pratique de l'architecture et création du Prix Archinovo
En tant qu’architecte praticienne, elle a travaillé 3 ans à Paris et à New York pour des agences d’architectes et maîtres d’ouvrages sur des projets architecturaux, urbains et de valorisation du patrimoine architectural. Elle a notamment œuvré aux côtés de Bruno Decaris (architecte en chef des Monuments Historiques), Christian de Portzamparc et Peter L. Gluck & Partners.

### Le Prix Archinovo
Delphine Aboulker a fondé le premier prix d’architecture dédié à la maison individuelle en France : le Prix Archinovo,,. Créé en 2010 en partenariat avec le Pavillon de l'Arsenal, la Cité de l'architecture et du patrimoine et le Ministère de la Culture et de la Communication, le Prix Archinovo récompense la jeune architecture domestique française et prend place tous les deux ans.

## Ouvrage

### Maisons rêvées, 40 maisons d'architecte made in France
Dans la lignée de ses engagements, Delphine Aboulker publie en 2022 aux éditions Alternatives (Gallimard) Maisons rêvées, 40 maisons d’architectes made in France, un ouvrage présentant des réalisations de la scène architecturale française en matière d’habitat individuel. Elle y met en avant le talent et la compétence des architectes contemporains à prendre en compte les enjeux écologiques liés à la construction ainsi que les spécificités de chaque territoire.

## Travail sur le patrimoine
Spécialiste du patrimoine du XXe siècle, de sa patrimonialisation et de sa protection, Delphine Aboulker a travaillé à la mise en place de programmes d'archives orales aux côtés de Dominique Hervier, Bernard Toulier et François Macé de Lépinay. Cette campagne d'entretiens a pour sujet la politique de protection et de valorisation du patrimoine des 19e et 20e siècles menées par le Comité d'histoire du Ministère de la Culture, et a recueilli des témoignages de ses principaux protagonistes, notamment Maurice Culot (fondateur et Directeur du département Archives et Histoire de l’Institut français d’architecture), Françoise Hamon, (conservateur chargée du Patrimoine industriel et du XXe siècle à la Direction du Patrimoine), Dominique Hervier (conservateur régional de l’inventaire général en Ile-de-France), etc.
Dans le cadre de sa charge d’études à l’Institut national d'histoire de l'art (2002-2006), Delphine Aboulker a travaillé au Centre des archives de l’Institut français d’architecture (IFA) dans le département « d’Histoire et de théorie de l’architecture » pour mener des entretiens avec les architectes nés entre 1920 et 1940 ayant été pour la plupart engagés socialement et politiquement, tels que Pierre Riboulet Georges Maurios, Roland Bechmann, Renée Gailhoustet, Claude Parent ayant légué leurs fonds d'archives à l’IFA.

## Valorisation de l'architecture moderne et contemporaine

### Architecture de Collection
En 2007, Delphine Aboulker cofonde l'agence Architecture de Collection,,, spécialisée dans la vente d'architectures exceptionnelles des XXe et XXIe siècles. Conçue comme une galerie d'art pour l'architecture,, l'agence contribue à préserver le patrimoine domestique français. L'agence propose également des parcours architecturaux urbains afin de faire découvrir au grand public le patrimoine architectural parisien,.

### Architrip
Incubée au Welcome City Lab en 2015, l'agence Architrip propose des parcours touristiques autour de l'architecture et de l'urbanisme de la métropole parisienne,,.

## Carrière dans le service public
Le 3 décembre 2018, elle est nommée conseillère chargée du patrimoine et de l'architecture au cabinet de Franck Riester, ministre de la Culture.
En décembre 2019, elle est nommée directrice adjointe de l'École de Chaillot.

### Directrice-adjointe de l'École de Chaillot
Directrice adjointe de l'École de Chaillot depuis 2020, Delphine Aboulker est chargée du développement et des partenariats,[source insuffisante].

#### Patrimoine en mouvement, construire un avenir durable
Dans le cadre de ses fonctions, Delphine Aboulker a été commissaire générale de l'exposition "Patrimoine en mouvement, construire un avenir durable" à la Cité de l'architecture et du patrimoine,[source insuffisante], première édition d’une exposition visant à valoriser le patrimoine et ses métiers. En partenariat avec la Fondation du Patrimoine, l'exposition met en lumière le patrimoine comme un mode d'expression vivante de notre société et comme un enjeu incontournable dans la construction d’un avenir durable. L’exposition montre l'évolution et la technicité des métiers du patrimoine, et présente le métier d’architecte du patrimoine dont la formation est assurée depuis 125 ans par l’École de Chaillot.

#### Partenariats internationaux
En janvier 2022, Delphine Aboulker a accueilli et accompagné des architectes Ghanéens lors de leur voyage à Saint-Malo, pour étudier le patrimoine bâti de la ville afin de faire face à la dégradation des comptoirs historiques de la Côte de l’Or, aujourd’hui attaqués par la montée des eaux

## Publications
- Delphine Aboulker, Les archives orales dans l’histoire de l’architecture, Paris, in Les Nouvelles de l’INHA, avril 2004, no 17, p. 3
- Delphine Aboulker, Pierre Lavedan (1885-1982), pionnier de l’histoire de l’urbanisme en France, Paris, in Les Nouvelles de l’INHA no 19, octobre 2004, p. 12-15.
- Delphine Aboulker, Les espaces architecturaux de l’INHA, in L’architecture comme fait culturel aujourd’hui, Actes du séminaire national Institut national d’histoire de l’art 7 et 8 avril 2005, Ministère de l’Éducation nationale, de l’Enseignement supérieur et de la Recherche Direction de l’Enseignement scolaire, p. 49-54[39],[40]
- Delphine Aboulker, Programme interdisciplinaire de recherche “ Art, architecture et paysages ”, Paris, in Les Nouvelles de l’INHA no 21, avril 2005, p. 19-21
- Delphine Aboulker, Les maisons d’architectes du Mouvement moderne américain : chefs-d’œuvre en péril, in Les Cahiers de la recherche architecturale et urbaine No 18/19, Monum Éditions du Patrimoine, mai 2006[41].
- Delphine Aboulker, Les chefs-d'œuvre de l'architecture domestique du Mouvement moderne américain vus par la sociologie et l'histoire de l'architecture, in Sociologie des arts et de la culture, un état de la recherche, sous la direction de Sylvia Girel, Paris, Éditions l'Harmattan, collection Logiques sociales, 2006, p. 361[42].
- Delphine Aboulker, La sacralité des œuvres de l’architecture, in Rites et rythmes de l’œuvre, Rencontres Internationales de Sociologie de l’Art, sous la direction de Pascal Ancel, Catherine Dutheil Pessin et Alain Pessin, collection Logiques sociales, L’harmattan, in Grenoble, Presse Universitaire de Grenoble, 2006.
- Delphine Aboulker, Patrimonialisation de l’architecture des années 1930 à Boulogne-Billancourt, Paris, Les Nouvelles de l’INHA no 24, juin 2006
- Delphine Aboulker, La construction de la valeur des maisons d’architectes du xxe siècle : de la patrimonialisation à l’émergence d’un marché, Thèse de doctorat en Sociologie sous la direction de Pierre-Michel Menger, 2007[43]
- Delphine Aboulker, « La communauté d’Usonia, modèle utopique naturaliste de « cité idéale » », in L’urbanisme des idées aux pratiques (XIX-XXIe siècle), sous la direction de Sylvain Schoonbaert et Philippe Chassaigne, Presses universitaires de Rennes, coll. « Espace et territoires », 2008
- Delphine Aboulker, Maisons rêvées, 40 maisons d'architectes made in France,  Editions Alternatives (Gallimard), Collection Architecture, Paris, 2022[4]